# سور هداية الله
سور هداية الله كانت مجلة شهرية إسلامية إندونيسية.

## التاريخ
نُشرت لأول مرة في عام 1988.
تحتوي مجلة سور هداية الله على قضايا وديناميكيات الوعظ، سواء في إندونيسيا أو في العالم. وتحتوي على أعمدة من المقابلات مع شخصيات مشهورة، ودراسات في القرآن والحديث، وقصص بطولات نضال الدعاة في مختلف أنحاء البلاد، ومشاكل عائلية.